# Hochschule der Künste Hubei
Die Hochschule der Künste Hubei (chinesisch: 湖北美术学院), im englischen Sprachraum als Hubei Institute of Fine Arts bekannt, ist die älteste Kunsthochschule in China. Sie gehört zu den vier wichtigsten Kunsthochschulen neben der Hochschule der Künste Sichuan in Chongqing, der Zentralen Hochschule der Künste (中央美术学院) in Peking und der Chinesischen Hochschule der Künste (中国美术学院) in Hangzhou.

## Geschichte
Die Hochschule der Künste Hubei liegt in Wuhan in der Provinz Hubei. Gegründet wurde sie 1920 erstmals als private Institution unter dem Namen Wuchang College of Fine Arts. Während des Krieges mit Japan zog das College von 1937 bis 1945 in die Provinz Sichuan um. Nach dem Krieg wurde es zurück nach Wuchang verlegt. Seit 1985 heißt es Hochschule der Künste Hubei. Diese ist heute die wichtigste Kunsthochschule der chinesischen Provinz Hubei.

## Studiengänge
Zu den wichtigsten Fachbereichen zählen Freie Kunst und Design. Der Fachbereich Freie Kunst schließt folgende Fachrichtungen ein: Ölmalerei, Bildhauerei, Animationsfilm, Keramik und Drucktechnik. Der Fachbereich Design umfasst folgende Fachrichtungen: Modedesign, Innenarchitektur und Grafik-Design.

## Bedeutende Absolventen der Hochschule
- Wei Guangqing
- Cao Dan
- Ma Liuming